# Rhodina falculalis
Rhodina falculalis là một loài bướm đêm trong họ Erebidae.